# پوگورو-فولبه
پوگورو-فولبه شهری در شهرستان رولو در استان بام در بورکینافاسوی شمالی است و جمعیت آن ۲۰۴ نفر است.